# Димитър Симеонов (футболист)
Вижте пояснителната страница за други личности с името Димитър Симеонов.
Димитър Емилов Симеонов е български футболист, вратар, състезател на ФК Сливнишки герой (Сливница).

## Кратка спортна биография
Роден е на 7 юни 1987 г. в София.
От есента на 2006 г. играе за Славия. Дебютира на 3 ноември 2006 г. при победата срещу Черноморец Бс (Сф) на ст. Българска армия в София. От пролетта на 2007 г. е даден под наем на Миньор (Перник).
За юношеския национален отбор има 2 мача. Играе от 2008 г. до 2010 г. за Спортист (Своге). Там има 20 мача в Б-група и 3 в А-група. През 2010 г. играе за ПФК Вихрен (Сандански), където има 25 мача в Б-група.
Играл е още за отборите на Витоша (Бистрица, Чепинец (Велинград), Конелиано (Герман) и Бдин (Видин).
От лятото на 2015 година е част от отбора на ФК Сливнишки герой (Сливница), с който игра без изключение всички мачове от есенния дял на шампионата в югозападната В АФГ.

## Статистика по сезони
- Славия - 2006/ес. - А ПФГ, 1 мач
- Миньор (Пк) - 2007-2008. - Западна Б група, 9 мача
- Спортист (Своге) - 2008/2010 - Западна Б група, 4 мача
- ПФК Вихрен (Сандански) - 2010-2011. - Западна Б група, 25 мача
- Бдин (Видин) - 2011-2013 - Западна Б група, --
- Витоша (Бистрица) - 2013-2014 - Западна Б група, --
- Чепинец (Велинград) - 2014-2015 – ЮЗ В АФГ, 13 мача
- Конелиано (Герман) - 2015 – ЮЗ В АФГ, 12 мача
- ФК Сливнишки герой (Сливница) - 2015-2016- – ЮЗ В АФГ, 32 мача, 2016-2017, 2 мача

Надежда Доброалавци - 2018-2019 -ЮЗ "В" АФГ, 28 мача 
ФК Сливнишки Герой (Сливница) - 
Сезони 2020 - 2021, 2021-2022, 2022-2023 - ЮЗ "В", 77 мача